# Список начальников советской и российской внешней разведки

## Начальники СВР (современный период, начиная с 18 декабря 1991 года)
Директор Службы внешней разведки Российской Федерации назначается и освобождается от должности на основании Указов Президента Российской Федерации.
Директор СВР — в ранге федерального министра — стоит во главе Федеральной службы, руководство деятельностью которой осуществляет непосредственно Президент РФ.
Директор СВР является постоянным членом Совета безопасности Российской Федерации (по должности).
Должности Директора СВР России соответствует воинское звание генерала армии, однако Директор СВР может и не иметь статуса военнослужащего.
Директор СВР России может подлежать охране ФСО по представлению Президента Российской Федерации.
Он имеет право передвижения на служебной автомашине с особыми регистрационными номерами.

### Действующий Директор СВР

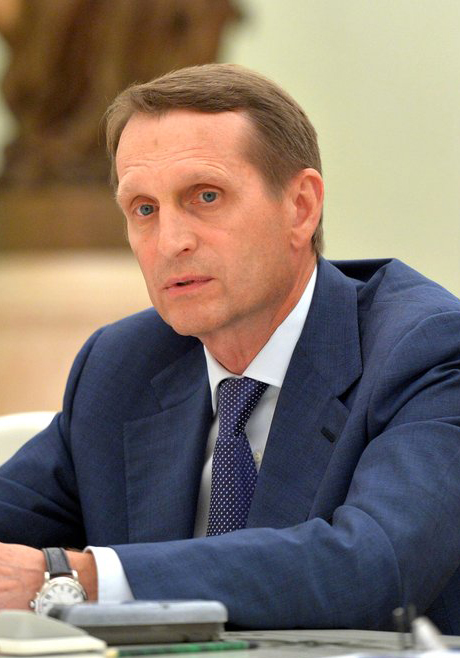
Действующий директор СВР Сергей Нарышкин

Сергей Евгеньевич Нарышкин, бывший Председатель Государственной Думы Российской Федерации, назначен на должность директора СВР Указом Президента Российской Федерации от 22 сентября 2016 года с 5 октября 2016 года.

### Бывшие директора СВР
Михаил Ефимович Фрадков, бывший Председатель Правительства Российской Федерации, назначен на должность директора СВР Указом Президента Российской Федерации от 9 октября 2007 года № 1349 . Освобождён от должности с 5 октября 2016 года.
Сергей Николаевич Лебедев. Генерал армии. Назначен Указом Президента Российской Федерации от 20 мая 2000 года № 921. Освобождён от должности в связи с тем, что 5 октября 2007 г. назначен на пост исполнительного секретаря СНГ.
Вячеслав Иванович Трубников. Генерал армии. Назначен 10 января 1996 года. Исполняющий обязанности директора с 30 марта 2000 года. Освобождён от должности 21 мая 2000 года в связи с назначением первым заместителем Министра иностранных дел Российской Федерации. С июля 2004 года — посол Российской Федерации в Индии.
Евгений Максимович Примаков. Назначен Указом Президента Ельцина от 26 декабря 1991 года № 316 (до этого — Начальник ПГУ КГБ СССР с 30 сентября 1991 года; директор ЦСР СССР с 6 ноября 1991 года). Е. М. Примаков был гражданским директором СВР. Освобождён от должности 9 января 1996 года в связи с назначением Министром иностранных дел Российской Федерации.

## Начальники внешней разведки (ВЧК—ПГУ КГБ СССР—Центральная служба разведки СССР)
| N  | Фото | Руководитель                                 | Полномочия            | Полномочия            |
| -- | ---- | -------------------------------------------- | --------------------- | --------------------- |
| N  | Фото | Руководитель                                 | Начало полномочий     | Конец полномочий      |
| 1  |      | Яков Христофорович Давтян                    | 12 ноября 1920 года   | 20 января 1921 года   |
| 2  |      | Рубен Павлович Катанян                       | 20 января 1921 года   | 10 апреля 1921 года   |
| 3  |      | Яков Христофорович Давтян                    | 10 апреля 1921 года   | 5 августа 1921 года   |
| 4  |      | Соломон Григорьевич Могилевский              | 6 августа 1921 года   | 13 мая 1922 года      |
| 5  |      | Меер Абрамович Трилиссер                     | 13 мая 1922 года      | 27 октября 1929 года  |
| 6  |      | Станислав Адамович Мессинг и.о. начальника   | 27 октября 1929 года  | 31 июля 1931 года     |
| 7  |      | Артур Христианович Артузов                   | 31 июля 1931 года     | 21 мая 1935 года      |
| 8  |      | Абрам Аронович Слуцкий                       | 21 мая 1935 года      | 17 февраля 1938 года  |
| 9  |      | Сергей Михайлович Шпигельглас                | 17 февраля 1938 года  | 9 июня 1938 года      |
| 10 |      | Зельман Исаевич Пассов                       | 9 июня 1938 года      | 2 ноября 1938 года    |
| 11 |      | Павел Анатольевич Судоплатов и.о. начальника | 2 ноября 1938 года    | 2 декабря 1938 года   |
| 12 |      | Владимир Георгиевич Деканозов                | 2 декабря 1938 года   | 13 мая 1939 года      |
| 13 |      | Павел Михайлович Фитин                       | 13 мая 1939 года      | 15 июня 1946 года     |
| 14 | юш   | Пётр Николаевич Кубаткин                     | 15 июня 1946 года     | 7 сентября 1946 года  |
| 15 |      | Пётр Васильевич Федотов                      | 7 сентября 1946 года  | 19 сентября 1949 года |
| 16 |      | Сергей Романович Савченко                    | 19 сентября 1949 года | 5 января 1953 года    |
| 17 |      | Евгений Петрович Питовранов                  | 5 января 1953 года    | 11 марта 1953 года    |
| 18 |      | Василий Степанович Рясной                    | 11 марта 1953 года    | 28 мая 1953 года      |
| 19 |      | Александр Михайлович Коротков                | 28 мая 1953 года      | 17 июля 1953 года     |
| 20 |      | Александр Семёнович Панюшкин                 | 17 июля 1953 года     | 23 июня 1955 года     |
| 21 |      | Александр Михайлович Сахаровский             | 23 июня 1955 года     | 15 июля 1971 года     |
| 22 |      | Фёдор Константинович Мортин                  | 15 июля 1971 года     | 13 января 1974 года   |
| 23 |      | Владимир Александрович Крючков               | 13 января 1974 года   | 1 октября 1988 года   |
| 24 |      | Леонид Владимирович Шебаршин                 | 6 февраля 1989 года   | 22 сентября 1991 года |
| 25 |      | Вячеслав Иванович Гургенов                   | 22 сентября 1991 года | 30 сентября 1991 года |
| 26 |      | Евгений Максимович Примаков                  | 30 сентября 1991 года | 26 декабря 1991 года  |